# Dragonfly (musikalbum)
Dragonfly är det första musikalbumet från 2003 av Ziggy Marley. Det var hans första album utan bandet The Melody Makers

## Låtlista
1. "Dragonfly" - 4:14
2. "True to Myself" - 3:47
3. "I Get Out" - 4:16
4. "Looking" - 3:20
5. "Shalom Salaam" - 5:07
6. "In the Name of God" - 5:36
7. "Rainbow in the Sky" - 3:06
8. "Melancholy Mood" - 4:32
9. "Good Old Days" - 4:17
10. "Never Deny You" - 4:04
11. "DYKL (Don't You Kill Love)" - 3:47